# Саритама, Луис
Луи́с Ферна́ндо Сарита́ма Пади́лья (исп. Luis Fernando Saritama Padilla; 20 октября 1983, Лоха, Эквадор) — эквадорский футболист, игравший на позиции полузащитника. Игрок сборной Эквадора. Участник чемпионатов мира 2006 и 2014 годов.

## Клубная карьера

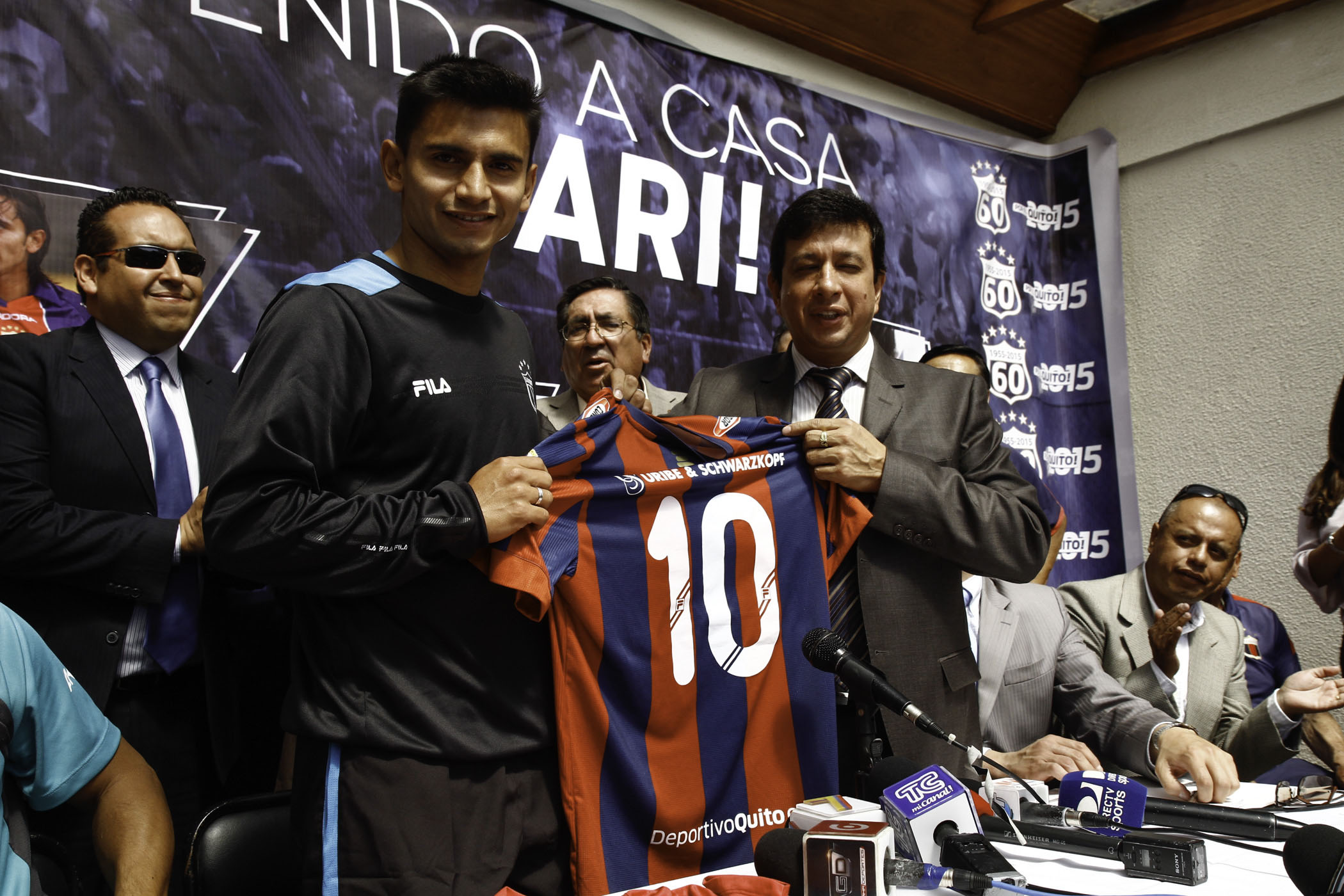
Презентация Саритамы в «Депортиво Кито»

Саритама воспитанник футбольной академии в «Депортиво Кито». В 2001 году он дебютировал за клуб в чемпионате Эквадора и в первом же матче забил гол, но после этого больше не сыграл в сезоне ни в одном поединке. В 2002 году Луис стал твёрдым футболистом основного состава. В 2004 году Саритама вместе со своим товарищем по команде Джонни Балдеоном перешли в перуанскую «Альянса Лима», с которой в дебютном сезоне он стал чемпионом. В 2005 году он вернулся в «Депортиво». Саритама был назначен капитаном команды.
25 июля 2006 года Саритама подписал контракт с мексиканским «УАНЛ Тигрес». За эту команду ранее выступал капитан национальной команды Эквадора Иван Уртадо. В новом клубе Луис провёл полгода, после чего перешёл в «Америку» из Мехико. Руководство столичного клуба планировало таким образом усилить команду перед матчами Кубка Либератадорес. В январе 2007 года в дебютном поединке соревнования против перуанского «Спортинг Кристал» Саритама забил гол. Однако кроме этого мяча он не произвёл благоприятного впечатления на боссов команды и летом перешёл в «Альянса Лима» на правах аренды. За «Лиму» Луис провёл хороший остаток сезона забив 5 мячей в 20 встречах.
Зимой 2008 года Саритама вернулся в родной «Депортиво Кито». 15 апреля 2009 года в матче Кубка Либертадорес против боливийского «Университарио» Луис сделал «дубль». 7 марта 2012 года в поединке Кубка Либертадорес против аргентинского «Велес Сарсфилда» Саритама забил гол. Он помог своему клубу трижды выиграть чемпионат. За четыре сезона в стане «депора», он увеличил количество встреч до 380, что является одним из лучших достижений для полевых футболистов команды.
3 января 2013 года Саритама перешёл в ЛДУ Кито, подписав контракт на три года. 26 января в матче против «Универсидад Католика» он дебютировал за новый клуб. 14 апреля в поединке против «Макара» Луис забил свой первый гол за ЛДУ Кито. В 2014 году Саритама на правах аренды перешёл в «Барселону» из Гуаякиль. 16 февраля в матче против «Эль Насьональ» он дебютировал за новую команду.
В 2015 году Луис вернулся в «Депортиво Кито». В начале 2016 года Саритама перешёл в «Депортиво Куэнка». 7 февраля в матче против «Индепендьенте дель Валье» он дебютировал за новую команду.

## Международная карьера
11 июня 2003 года в матче против сборной Перу Саритама дебютировал за сборную Эквадора. Ранее он выступал за молодёжные сборные различных возрастов. В 2004 году Луис сыграл за сборную на Кубке Америки в Перу. На турнире он сыграл в матче против сборной Мексики. В 2006 году он попал в заявку сборной на участие в чемпионате мира, но был запасным и на поле не вышел.
В 2014 году Луис во второй раз принял участие в чемпионате мира в Бразилии. На турнире он вновь остался в запасе.

## Достижения
Командные
 «Альянса Лима»
- Чемпионат Перу по футболу — 2004

 «Депортиво Кито»
- Чемпионат Эквадора по футболу — 2008
- Чемпионат Эквадора по футболу — 2009
- Чемпионат Эквадора по футболу — 2011